# Hemiodus jatuarana
Hemiodus jatuarana és una espècie de peix de la família dels hemiodòntids i de l'ordre dels caraciformes.

## Hàbitat
És un peix d'aigua dolça i de clima tropical.

## Distribució geogràfica
Es troba a Sud-amèrica: riu Trombetas (conca del riu Amazones al Brasil).